# Artists Rifles
Die Artists Rifles (ursprünglich mit Apostroph Artists’ Rifles) waren ein von 1859 bis 1945 unter verschiedenen Bezeichnungen bestehendes Regiment der Reserve der British Army, das sich durch seine besondere Zusammensetzung auszeichnete. Seine Angehörigen waren anfänglich in der Mehrzahl Personen aus künstlerischen Berufen im weiteren Sinn, darunter Maler, Bildhauer, Graveure, Musiker und Schauspieler, später dominierten Anwälte, Architekten, Ärzte und Ingenieure.
Das Regiment wurde im Zweiten Burenkrieg und im Ersten Weltkrieg eingesetzt, während es im Zweiten Weltkrieg als Ausbildungseinheit für Offiziere fungierte. Das heutige 21 Special Air Service Regiment (Artists) (Reserve) und das 23 Special Air Service Regiment (Reserve) stehen in der Tradition der Artists Rifles.

## Geschichte
Das Regiment begann sich im Jahr 1859 in Reaktion auf den Aufruf des Kriegsministers Jonathan Peel der damaligen britischen Regierung unter Lord Derby zur Schaffung freiwilliger Schützen-Korps zu bilden. Hintergrund war eine befürchtete Invasion durch die Kontinentalmacht Frankreich nach dem Attentat Felice Orsinis auf den französischen Kaiser Napoleon III. vom Januar 1858 und der darauf folgenden langwierigen politischen Affäre.
Die Idee zur Gründung der Artists Rifles ging von dem Kunststudenten Edward Sterling aus, der die Gruppe in London organisierte. Am 28. Februar 1860 wurde sie formell zum 38th Middlesex (Artists’) Rifle Volunteer Corps erklärt, ihr Hauptquartier befand sich anfänglich in den Argyle Rooms in der Regent Street, später im Burlington House am Piccadilly in London. Erste Leiter des Corps waren die Maler Henry Wyndham Phillips und Frederic Leighton. Das vom königlichen Medailleur J. W. Wyon entworfene Abzeichen des Corps zeigt die römischen Götter Mars (Kriegsgott) und Minerva (Göttin der Weisheit), das Motto lautete Cum Marte Minerva, was gleichzeitig der Titel des ersten Regimentsmarschs war. Die Uniformfarbe war hellgrau mit weißem Aufschlag und silbernen Knöpfen.
Die Mitglieder des Corps waren zur Zahlung einer Aufnahmegebühr und einer jährlichen Mitgliedsgebühr verpflichtet. Die Offiziere wurden selbst gewählt und ihre Namen an den jeweiligen Lord Lieutenant übermittelt, der die Offizierspatente vergab. 

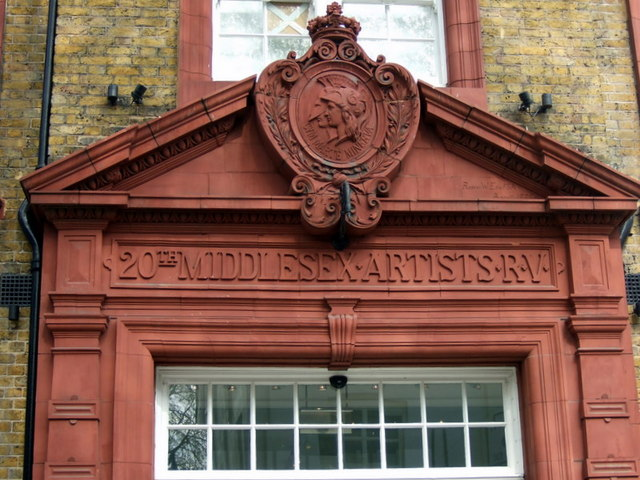
Schriftzug über dem Eingang des Hauses 17 Duke’s Road, darüber das Regimentsabzeichen

1881 wurde der Name des Regiments geändert in The 20th Middlesex (Artists’) Rifle Volunteers, das Regiment wurde Teil der Rifle Brigade (Prince Consort’s Own). 1889 wurde aus den Einnahmen der Bau eines permanenten Hauptquartiers finanziert, das sich in der Duke’s Road in der Nähe der Euston Road befindet.
Im Zweiten Burenkrieg wurde das Regiment von 1900 bis 1901 als Teil der City of London Imperial Volunteers in Südafrika eingesetzt.

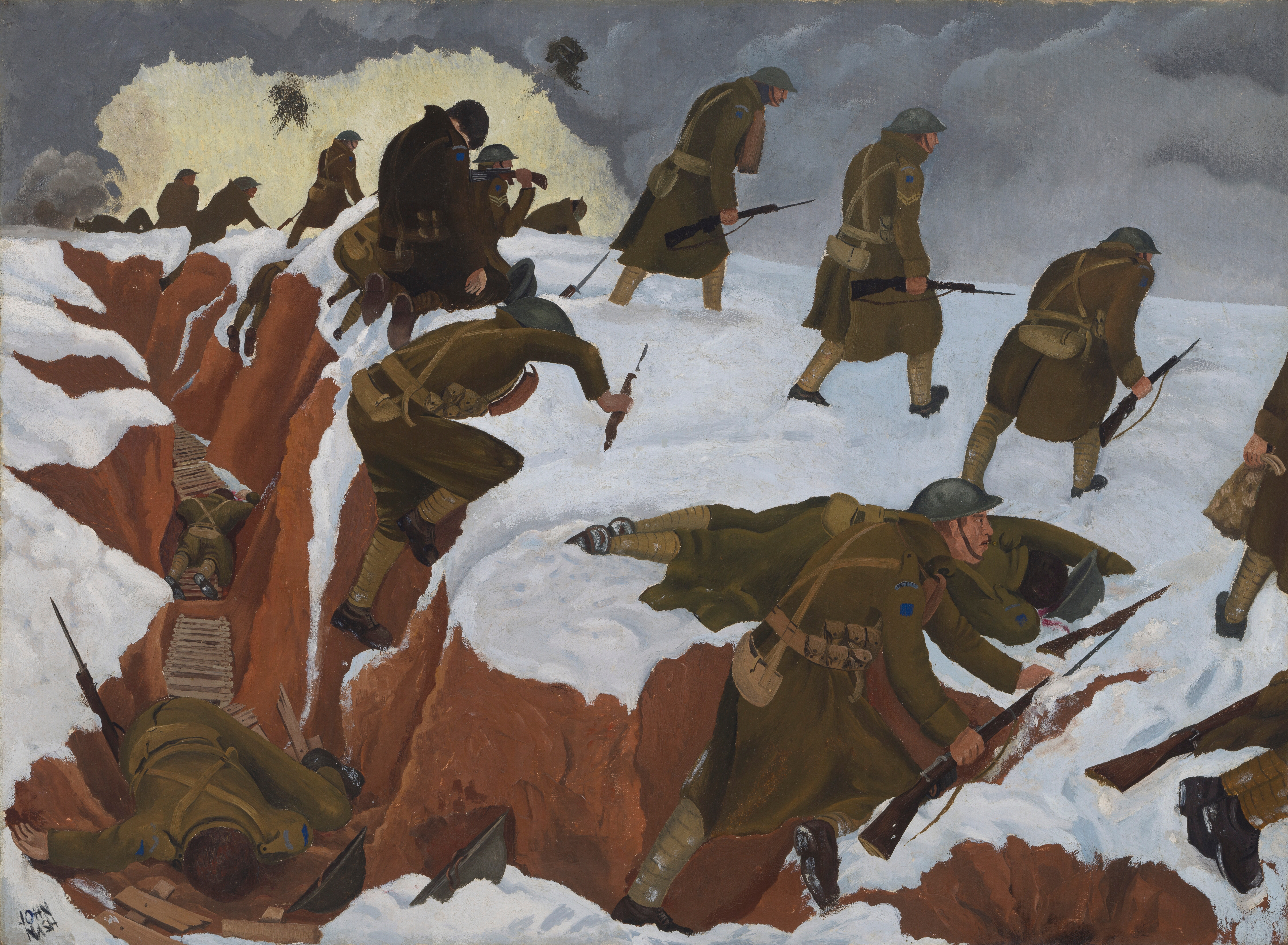
Gemälde Over the Top des Kriegsmalers John Nash

Gemäß dem Territorial and Reserve Forces Act von 1907 wurde das Regiment zum 28th County of London Battalion (Artists’ Rifles) umformiert, das Teil des London Regiment war. Bis 1914 wurden zwölf Kompanien und drei Bataillone aufgestellt. Das 1/28 Battalion wurde 1914 mobilisiert und im Oktober dieses Jahres nach Frankreich verschifft. Nach der Ankunft wurden über 50 Angehörige des Bataillons umgehend zu Offizieren ernannt, um die schweren Verluste der B.E.F. an Offizieren auszugleichen. Insgesamt wurden während des Krieges über 10.000 Offiziere auf diese Weise aus den Reihen der Artists Rifles ernannt, ohne eine formale Offiziersausbildung genossen zu haben – das waren mehr Offiziere, als in der gleichen Zeit in Sandhurst ausgebildet wurden. Das 1. Bataillon wurde 1917/18 im Rahmen der Royal Naval Division unter anderem in der Dritten Flandernschlacht eingesetzt. An acht vormalige Angehörige der Artists Rifles wurde für ihre Leistungen im Ersten Weltkrieg das Victoria-Kreuz verliehen, zahlreiche ehemalige Angehörige erhielten weitere hohe Auszeichnungen.
Nach dem Ende des Krieges wurde 1920 aus den Artists Rifles das 28th County of London Regiment formiert, das Teil der Territorial Force war. Seit 1937 war es wieder Teil der Rifle Brigade. Während des Zweiten Weltkriegs wurde das Regiment nicht in Übersee eingesetzt, sondern zur Ausbildung von Offizieren verwendet. 1945 wurde es aufgelöst, 1947 aber als 21st Special Air Service Regiment (Artists Rifles) neuformiert.
Zur weiteren Geschichte siehe Special Air Service